# Chontal van Tabasco (taal)

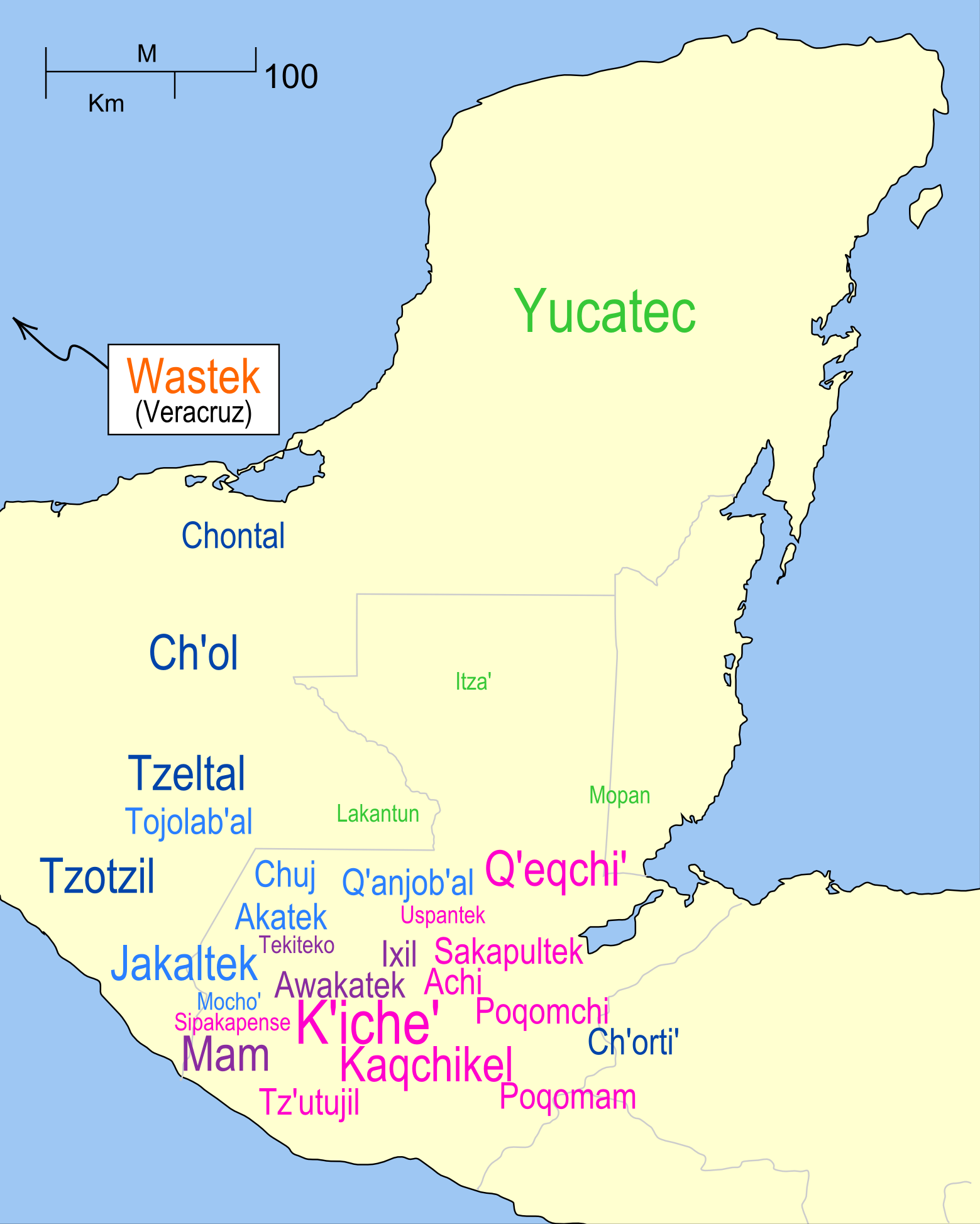
Kaart Mayatalen en het gebied waar het Chontal wordt gesproken.

Het Chontal van Tabasco, door de sprekers zelf Yokotʼan genoemd, is een taal die hoort tot de Ch'olaanse tak van de familie der Mayatalen. De taal wordt gesproken door het Chontalvolk in Tabasco, Mexico en telde in 2010 ongeveer 37.000 sprekers. Het Chontalvolk concentreert zich in een vijftal gemeentes in Tabasco: Centla, Centro, Jonuta, Macuspana en Nacajuca.
Volgens het Mexicaanse Instituto Nacional de Lenguas Indígenas (Nationaal Instituut voor Inheemse Talen, INALI) kent het Chontal vier dialecten: Centraal-Yokotʼan, Oost-Yokotʼan, Zuid-Yokotʼan en Noord-Yokotʼan.
In Glottolog worden drie dialecten onderscheiden: Buena Vista Chontal, Miramar Chontal en Tamulté de las Sábanas Chontal.

## Fonologie

### Medeklinkers
|             |             | Bilabiaal | Dentaal | Alveolaar | Postalveolaar | Palataal | Velaar | Glottaal |
| ----------- | ----------- | --------- | ------- | --------- | ------------- | -------- | ------ | -------- |
| Plosief     | stemloos    | p         | t       |           |               |          | k      | ʔ        |
| Plosief     | glottaal    | pʼ        | tʼ      |           |               |          | kʼ     |          |
| Plosief     | stemhebbend | b         | d       |           |               |          |        |          |
| Affricaat   | stemloos    |           |         | ts        | tʃ            |          |        |          |
| Affricaat   | glottaal    |           |         | tsʼ       | tʃʼ           |          |        |          |
| Fricatief   | Fricatief   |           |         | s         | ʃ             |          |        | h        |
| Tap/Flap    | Tap/Flap    |           |         | ɾ         |               |          |        |          |
| Lateraal    | Lateraal    |           |         | l         |               |          |        |          |
| Nasaal      | Nasaal      | m         | n       |           |               |          |        |          |
| Approximant | Approximant | w         |         |           |               | j        |        |          |

### Klinkers
|          | Voor | Centraal | Achter |
| -------- | ---- | -------- | ------ |
| Gesloten | i    |          | u      |
| Midden   | e    | ɘ        | o      |
| Open     |      | a        |        |